# Luxemburgo en los Juegos Olímpicos de París 1924
Luxemburgo estuvo representado en los Juegos Olímpicos de París 1924 por un total de 48 deportistas, 46 hombres y 2 mujeres, que compitieron en 10 deportes.
El portador de la bandera en la ceremonia de apertura fue el atleta Paul Hammer. El equipo olímpico luxemburgués no obtuvo ninguna medalla en estos Juegos.